# Wybory do Sejmu Ludowego na Łotwie w 1940 roku
Wybory do Sejmu Ludowego na Łotwie w 1940 roku odbyły się 14 i 15 lipca 1940. Ich celem było wybranie 100 deputowanych do Sejmu Ludowego (Tautas Saeima), który miał doprowadzić do daleko idących przekształceń społeczno-gospodarczych oraz politycznych Łotwy. 

## Historia
Ogłoszenie wyborów do Sejmu, który nie był zwoływany od 1934, umożliwiła okupacja Łotwy przez jednostki Armii Czerwonej jaka nastąpiła w czerwcu 1940. 5 lipca 1940 ogłoszono ustawę o rozpisaniu wyborów przewidzianych na 14 i 15 lipca. O 100 mandatów ubiegać się mogli przedstawiciele tzw. demokratycznych list antyfaszystowskich – termin ich rejestracji minął 10 lipca. Mimo prób ze strony opozycji zgłoszenia Listy Demokratycznych Łotyszy zarejestrowano tylko listę nr 1 należącą do Bloku Ludu Pracującego. Znaleźli się na niej członkowie Komunistycznej Partii Łotwy oraz bezpartyjni. Listę otwierał I sekretarz Komunistycznej Partii Łotwy Jānis Kalnbērziņš w towarzystwie Żanisa Spurego, A. Jablonskisa, Olgi Augusts i Arnoldsa Tabaksa. 

## Wyniki
Wybory trwały dwa dni i wzięło w nich udział – według oficjalnych danych – 1 179 649 uprawnionych do głosowania (94,7%), z czego 1 151 730 (97,6%) oddano na kandydatów Bloku (reszta głosów była nieważna). Częściej unieważniano głosy na wsi (3%) niż w miastach (1,3%). 

## Działalność Sejmu Ludowego
Sejm zebrał się 21 lipca 1940 w Teatrze Narodowym w Rydze – w tym samym miejscu, w którym ogłoszono niepodległość Łotwy w 1918. Jego obrady otworzył marszałek-senior, nie przebiegały one jednak bezproblemowo. Sejm uchwalił: powstanie na Łotwie ustroju „radzieckiego”, reformę rolną, nacjonalizację banków oraz przedsiębiorstw, rozdział Kościoła od państwa oraz zwrócił się z prośbą do Rady Najwyższej ZSRR o wyrażenie zgody na wcielenie Łotwy w skład Związku Radzieckiego. Spośród 100 posłów 20 delegowano na uroczyste posiedzenie Rady Najwyższej w Moskwie, gdzie miała zapaść decyzja o „zadośćuczynieniu prośbie” Łotyszy. W posiedzeniu wzięły udział najwyższe władze ZSRR, w tym Józef Stalin.